# Abus de marché
Un abus de marché naît de circonstances dans lesquelles des investisseurs boursiers ont été déraisonnablement désavantagés, directement ou indirectement, par quiconque ayant :
- exploité une information non publique (délit d'initié) ;
- déformé le mécanisme de formation des prix ;
- ou disséminé une information fausse ou trompeuse.

Les abus de marché portent atteinte à l'égalité d'accès des investisseurs à l'information financière et sapent la confiance dans le marché.

## Historique
Si le terme d'abus de marché est récent, la pratique est aussi ancienne que la bourse et est initialement prohibée par les législations sous la catégorie plus générale de fraude. 
Aux États-Unis, après la panique bancaire américaine de 1907, provoquée, entre autres, par un corner raté, la Cour Suprême qualifie de fraude en 1909 la situation dans laquelle un administrateur de société cotée en bourse, sachant que le prix de l'action de cette société serait sur le point de monter, achèterait de ces actions sans avoir divulgué au public l'information en sa possession.
En 1934, le Securities Exchange Act élargit la définition du délit d'initié, toujours sans le nommer comme tel, et prohibe également la manipulation de cours et la diffusion d'information trompeuse (manipulative or deceptive device).
En 1967, la France introduit sa première loi sur le délit d'initié en interdisant "le fait, pour une personne disposant d'une information susceptible de modifier le cours d'une action, de réaliser, directement ou indirectement, des opérations sur cette action avant que le public n'ait connaissance de l'information.
En 1980, la Grande-Bretagne introduit la première loi spécifiquement dédiée au délit d'initié qui donnera lieu à une condamnation du financier Ivan Boesky dans l'affaire Guinness.
En 1989, à la suite de l'Affaire Pechiney-Triangle, la France double la répression pénale d'une répression administrative par la Commission des opérations de bourse en cas de manquements à ses propres règlements.
En 1999, le Royaume-Uni crée un régulateur unique des marchés financiers, la Financial Services Authority, notamment pour prévenir et sanctionner sévèrement tout abus de marché.
En 2003, la Commission européenne adopte la directive sur les abus de marché afin d'harmoniser les législations des États membres. Elle stipule que « Les États membres interdisent à toute personne [...] qui détient une information privilégiée d'utiliser cette information en acquérant ou en cédant, ou en tentant
d'acquérir ou de céder, pour son compte propre ou pour le compte d'autrui, soit directement, soit indirectement, les instruments
financiers auxquels se rapporte cette information ». La directive est ensuite transposée dans les législations nationales des pays membres de l'UE.
En 2014, elle adopte une révision de cette directive, qui introduit des sanctions pénales applicables aux opérations d’initiés et aux manipulations de marché, et y ajoute un règlement qui élargit la définition de la manipulation de marché aux produits dérivés de gré à gré et matières premières ainsi qu’aux quotas d’émissions.

## Les principaux types d'abus

### Fausse information et manipulation de cours
Les cas suivants associent la diffusion d'information fausse ou trompeuse après une prise de position sur un instrument financier :
- la technique dite de "pump and dump" consiste à acheter des titres, puis disséminer des informations fausses ou trompeuses ou des suggestions favorables au titre, afin de susciter un courant acheteur, puis de liquider la position une fois que ses achats auront entraîné le cours à la hausse ;
- la technique inverse dite "trash and cash" consiste au contraire à vendre un titre, le plus souvent à découvert, puis à répandre une information qui, vraie ou fausse, est défavorable au titre, afin de susciter un courant vendeur, et enfin de racheter la position une fois que ces ventes auront fait baisser le cours en bourse.

### Front-running
Le "front-running" est une pratique consistant, chez un courtier, à placer un ordre pour compte propre devant un ordre provenant d'un client dans la perspective d'une plus-value lors d'un ordre en sens contraire placé peu après. L'opération sera d'autant plus facile que l'ordre est de taille importante et placé "au mieux", c'est-à-dire sans contrainte de prix. 
Par exemple, si un client transmet à son courtier un ordre d'achat de 400 000 titres d'une action donnée, le courtier peut temporiser la transmission de cet ordre sur le marché et y faire exécuter préalablement un achat de 25000 titres, par exemple. De plus petite taille, cet ordre s'exécutera à un cours proche du dernier cours exécuté, tandis que l'ordre du client, de plus grosse taille, fera décaler le marché à la hausse. Le courtier pourra céder ses 25 000 titres à un cours proche de celui du client et dégager ainsi une plus-value. Comme l'ordre du courtier peut lui aussi avoir fait décaler le marché à la hausse, le client voit son ordre exécuté a priori à un cours moins favorable ; ses intérêts sont lésés. Cette manipulation n'est possible que dans la connaissance d'une information privilégiée, en l'occurrence le carnet d'ordres de la clientèle, et relève donc du délit d'initié. 
Le "tailgating", qui consister à imiter un client en passant un ordre pour compte propre après celui du client, n'est en revanche pas délictueux.
Le trading haute fréquence est quelquefois considéré comme une forme de front-running, où l'humain est remplacé par un programme informatique ; en examinant en temps réel le carnet d'ordres de la clientèle, un logiciel peut en effet en déduire des ordres d'arbitrage et les transmettre en quelques millisecondes au marché ; les études académiques entreprises à ce jour n'ont pas démontré que les investisseurs étaient lésés, mais l'état d'esprit dominant chez les régulateurs boursiers est que cette technique parasite à tout le moins le marché et rend moins lisible le processus de formation des prix.

### Activité trompeuse sur un titre
Deux techniques ont pour objectif de donner une impression trompeuse d'activité sur le titre, de nature à inciter d'autres investisseurs à s'y intéresser à leur tour et les amener à pousser le cours à la hausse en passant des ordres d'achat.
Les « achetés/vendus » (ou « wash trades ») sont abusifs dès lors qu'ils n'entrainent pas de changement de propriétaire et n'ont pas de motivation fiscale. Des ordres passés sans intention de les voir exécutés peuvent aussi abuser les autres investisseurs puisqu'ils sont pris en compte dans le carnet d'ordres.
Ces risques de manipulation touchent plus particulièrement les valeurs peu liquides ou cotées au fixing ; par exemple, passer un ordre au mieux sur une valeur cotée au fixing, puis l'annuler dans les toutes dernières minutes avant le fixing, est suspect d'abuser le marché. Un courtier américain, Trillium, s'est par exemple vu infliger une amende pour avoir utilisé cette technique de façon systématique.

### Abus de position dominante
Un intervenant se constitue une position dominante sur un marché d'actions ou un marché d'instruments dérivés dès lors qu'il vient à détenir une part relative de cet instrument financier telle qu'il peut imposer son prix au reste du marché.
En général, les marchés d'actions sont soumis à une règle de déclaration de franchissement de seuil, par exemple, 5 % en France. Mais cette règle est déclarative. Constituer une position supérieure à ce seuil par le truchement de société de portage, afin d'échapper à cette de déclaration, tombe cependant sous le coup du délit d'abus de marché.
De tels seuils n'existent pas sur les options négociables ; le seuil à compter duquel une position s'avèrerait dominante dépend trop de sa maturité et son prix d'exercice, et en fin de compte de sa liquidité. Mais il est certain que le prix d'une action peut être indirectement contrôlé par des achats d'option, ainsi que l'a montrée la tentative de prise de contrôle de Volkswagen par Porsche en 2008.

### Manipulation de cours de clôture
Le cours de clôture d'une action peut servir de variable de calcul dans la valorisation d'un autre instrument financier. Le détenteur de ce dernier instrument peut ainsi avoir un intérêt à ce que le cours de l'action sous-jacent atteigne, dépasse ou au contraire reste en deçà d'un certain seuil. Effectuer des transactions sur l'instrument sous-jacent en vue de lui faire atteindre un cours de clôture spécifique induit le marché en erreur et relève de l'abus de marché.

## La détection des abus
Les pays membres de l'Union Européenne ont également transposé de la Directive dans leur loi nationale l'obligation faite aux établissements bancaires de surveiller les transactions relevant de leur activité propre ou l'activité de leur clientèle, et de transmettre au régulateur les cas de suspicion raisonnable d'un abus de marché. Ces déclarations de suspicion restent confidentielles et le déclarant est assuré d'une présomption de bonne foi, dans l'hypothèse où un cas déclaré s'avèrerait sans fondement.
Le régulateur national recherche aussi d'éventuels abus de marché à l'examen du détail des transactions qui lui sont transmises, également en vertu de la réglementation, par les entreprises d'investissement, pour ce qui concerne les ordres exécutés en bourse, et par les établissements financiers, pour ce qui concerne les opérations négociées de gré à gré.
Cette fonction de surveillance est cependant d'autant plus ardue que les volumes de transactions financières ne cessent d'augmenter et que les investisseurs peuvent exécuter de plus en plus rapidement des transactions de grande taille. Le régulateur britannique a ainsi dû mettre en service un nouveau système, appelé Zen, en août 2011, pour améliorer sa capacité de détection de mouvements suspects. De son côté, la SEC estime à un milliard de dollars le coût de son projet d'un système lui permettant de suivre en temps réel à la fois les marchés d'actions et les marchés dérivés.